# Élections générales québécoises de 1890
L'élection générale québécoise de 1890 est tenue le 17 juin 1890 afin d'élire à l'Assemblée législative du Québec les députés de la 7e législature. Il s'agit de la 7e élection générale dans cette province du Canada depuis la confédération de 1867. Le Parti libéral du Québec, au pouvoir et dirigé par Honoré Mercier, est reporté au pouvoir, formant un gouvernement majoritaire.

## Contexte
La campagne d'Honoré Mercier est centrée sur le thème de l'autonomie provinciale. La question des frontières du Labrador est également évoquée. De leur côté, les conservateurs reprochent à Mercier d'hypothéquer les finances de la province.
Le 2 avril 1890, la carte électorale est remaniée et on compte maintenant 73 députés. C'est également à partir de cette date que les circonscriptions servant aux élections provinciales seront différentes de celles utilisées pour les élections fédérales.
Les libéraux de Mercier furent réélus avec une majorité accrue. Cependant ce mandat devait être de courte durée car Mercier fut démis de ses fonctions sous une accusation, plus tard trouvée non fondée, de corruption.

## Dates importantes
- 16 mai 1890: Émission du bref d'élection.
- 17 juin 1890: scrutin
- 4 novembre 1890: ouverture de la session.

## Résultats
| Libéral   | Conservateur | National | Ouvrier | Cons. ind. |
| 43 sièges | 23 sièges    | 5 sièges | 1 siège | 1 siège    |
| ^         |              |          |         |            |
| majorité  |              |          |         |            |

### Résultats par parti politique
| Partis | Partis                   | Chef                     | Candidats | Sièges | Sièges | Voix    | Voix   | Voix    |
| Partis | Partis                   | Chef                     | Candidats | 1886   | Élus   | Nb      | %      | +/-     |
| --- | ------------------------ | ------------------------ | --------- | ------ | ------ | ------- | ------ | ------- |
| | Libéral                  | Honoré Mercier           | 62        | 33     | 43     | 70 345  | 44,5 % | +4,96 % |
| | Conservateur             | Louis-Olivier Taillon    | 61        | 26     | 23     | 71 695  | 45,4 % | -0,79 % |
| | National                 |                          | 7         | 3      | 5      | 9 265   | 5,9 %  | +0,66 % |
| | Ouvrier                  |                          | 1         | 0      | 1      | 1 958   | 1,2 %  | -2,02 % |
| | Conservateur indépendant | Conservateur indépendant | 2         | 3      | 1      | 1 683   | 1,1 %  | -4,11 % |
| | Libéral indépendant      | Libéral indépendant      | 6         | -      | -      | 2 982   | 1,9 %  | +1,31 % |
| Total | Total                    | Total                    | 139       | 65     | 73     | 157 928 | 100 %  |         |
| Le taux de participation lors de l'élection était de 67,3 % et 2 008 bulletins ont été rejetés. Il y avait 278 607 personnes inscrites sur la liste électorale pour l'élection, toutefois seules 237 740 personnes avaient plus d'un candidat dans leur district. |                          |                          |           |        |        |         |        |         |

Élus sans opposition : 8 libéraux, 3 conservateurs

### Résultats par circonscription
- Argenteuil  : William Owens (Parti conservateur)
- Arthabaska : Joseph-Éna Girouard (Parti libéral)
- Bagot : Milton McDonald (Parti conservateur)
- Beauce : Jean Blanchet (Parti conservateur)
- Beauharnois : Élie-Hercule Bisson (Parti libéral)
- Bellechasse : Adélard Turgeon (Parti libéral)
- Berthier : Cuthbert-Alphonse Chênevert (Parti libéral)
- Bonaventure : Honoré Mercier (Parti libéral)
- Brome : Rufus Nelson England (Parti conservateur)
- Chambly : Antoine Rocheleau (Parti libéral)
- Champlain : Pierre Grenier (Parti conservateur)
- Charlevoix : Joseph Morin (Parti libéral)
- Châteauguay : Joseph-Émery Robidoux (Parti libéral)
- Chicoutimi-Saguenay : Onésime Côté (Parti national)
- Compton : John McIntosh (Parti conservateur)
- Deux-Montagnes : Benjamin Beauchamp (conservateur indépendant)
- Dorchester : Louis-Philippe Pelletier (conservateur nationaliste)
- Drummond : William John Watts (Parti libéral)
- Gaspé : Achille-Ferdinand Carrier (Parti libéral)
- Hochelaga : Joseph-Octave Villeneuve (Parti conservateur)
- Huntingdon : Alexander Cameron (Parti libéral)
- Iberville : François Gosselin (Parti libéral)
- Jacques-Cartier : Arthur Boyer (Parti libéral)
- Joliette : Louis Basinet (Parti libéral)
- Kamouraska : Charles-Alfred Desjardins (Parti conservateur)
- Lac-Saint-Jean : Pierre-Léandre Marcotte (Parti libéral)
- La Prairie : Georges Duhamel (Parti national)
- L'Assomption : Joseph Marion (Parti conservateur)
- Laval : Pierre-Évariste Leblanc (Parti conservateur)
- Lévis : François-Xavier Lemieux (Parti libéral)
- L'Islet : François-Gilbert Mivile-Dechêne (Parti libéral)
- Lotbinière : Édouard-Hippolyte Laliberté (Parti libéral)
- Maskinongé : Joseph Lessard[2] (Parti conservateur)
- Matane : Louis-Félix Pinault (Parti libéral)
- Mégantic : Andrew Stewart Johnson (Parti conservateur)
- Missisquoi : Elijah Edmund Spencer (Parti conservateur)
- Montcalm : Joseph-Alcide Martin (Parti conservateur)
- Montmagny : Nazaire Bernatchez (Parti libéral)
- Montmorency : Charles Langelier (Parti libéral)
- Montréal no 1 : Joseph Béland (Parti ouvrier)
- Montréal no 2 : Joseph Brunet (Parti libéral)
- Montréal no 3 : Henri-Benjamin Rainville (Parti libéral)
- Montréal no 4 : William C. Clendinneng (Parti conservateur)
- Montréal no 5 : John Smythe Hall (Parti conservateur)
- Montréal no 6 : James McShane (Parti libéral)
- Napierville : Louis Sainte-Marie (Parti libéral)
- Nicolet : Joseph-Victor Monfette (Parti national)
- Ottawa : Alfred Rochon (Parti libéral)
- Pontiac : William Joseph Poupore (Parti conservateur)
- Portneuf : Jules Tessier (Parti libéral)
- Québec-Centre : Rémi-Ferdinand Rinfret (Parti libéral)
- Québec (comté) : Charles Fitzpatrick (Parti libéral)
- Québec-Est : Joseph Shehyn (Parti libéral)
- Québec-Ouest : Owen Murphy (Parti libéral)
- Richelieu : Louis-Pierre-Paul Cardin (Parti libéral)
- Richmond : Joseph Bédard[3] (Parti conservateur)
- Rimouski : Auguste Tessier (Parti libéral)
- Rouville : Alfred Girard (Parti libéral)
- Saint-Hyacinthe : Odilon Desmarais (Parti libéral)
- Saint-Jean : Félix-Gabriel Marchand (Parti libéral)
- Saint-Maurice : Nérée Le Noblet Duplessis (Parti conservateur)
- Saint-Sauveur : Simon-Napoléon Parent (Parti libéral)
- Shefford : Tancrède Boucher de Grosbois (Parti libéral)
- Sherbrooke : Joseph Gibb Robertson (Parti conservateur)
- Soulanges : Avila-Gonzague Bourbonnais (Parti national)
- Stanstead : Moodie Brock Lovell (Parti libéral)
- Témiscouata : Charles-Eugène Pouliot (Parti libéral)
- Terrebonne : Guillaume-Alphonse Nantel (Parti conservateur)
- Trois-Rivières : Télesphore-Eusèbe Normand (Parti conservateur)
- Vaudreuil : Émery Lalonde (fils)[4] (Parti libéral)
- Verchères : Albert Lussier (Parti libéral)
- Wolfe : Jacques Picard (Parti conservateur)
- Yamaska : Victor Gladu (Parti libéral)

## Sources
- Section historique du site de l'Assemblée nationale du Québec
- Jacques Lacoursière, Histoire populaire du Québec, tome 4, éditions du Septentrion, Sillery (Québec), 1997
- Élection générale 17 juin 1890 — QuébecPolitique.com